# Білка (Парабельський район)
Бі́лка (рос. Белка) — селище у складі Парабельського району Томської області, Росія. Входить до складу Заводського сільського поселення.

## Населення
Населення — 28 осіб (2010; 38 у 2002).
Національний склад (станом на 2002 рік):
- росіяни — 92 %